# Ant Wan
Ant Wan, pseudonimo di Antwan Afram (Råby, 1º gennaio 1998), è un rapper svedese.

## Biografia
Ant Wan è salito alla ribalta col brano Kall, classificatosi 2º nella Sverigetopplistan e certificato quadruplo platino dalla IFPI Sverige. La hit è contenuta nell'EP d'esordio, intitolato Wow, che si è collocato al vertice della classifica svedese; il progetto è stato susseguito da Ghettostar (2019), che si è posto nella top five svedese e che contiene Mama, terzo ingresso nella top ten nazionale e doppio disco di platino.
L'album in studio di debutto 724, uscito nell'aprile 2020, ha raggiunto il 2º posto in classifica e include il brano omonimo, certificato disco di platino. Leylas World e Wow 2 (2021) sono entrambi arrivati in vetta alla graduatoria nazionale. Lo stesso esito è stato conseguito con The Only Wan, quarto album in studio candidato per un premio Grammis.
Nell'agosto 2024 è ritornato sulle scene musicali col quarto LP, intitolato Wanderland; il disco, numero uno in classifica, ha piazzato tutte le tracce all'interno della hit parade svedese e gli ha fatto guadagnare due candidature ai Grammis.

## Discografia

### Album in studio
- 2020 – 724
- 2021 – Leylas World
- 2021 – Wow 2
- 2022 – The Only Wan
- 2024 – Wanderland

### EP
- 2019 – Wow
- 2019 – Ghettostar
- 2019 – Kapitel 21
- 2024 – For Those Who Believed

### Singoli
- 2018 – Sativa
- 2018 – Legend
- 2018 – Mitt liv
- 2019 – Drip
- 2019 – Blessed
- 2019 – Designer (con Lamix)
- 2019 – Mama
- 2020 – Jag & du
- 2020 – Bars
- 2021 – No Love
- 2021 – Free
- 2022 – Komplicerat
- 2022 – Habiba
- 2023 – Gata
- 2023 – En till dans
- 2023 – Go
- 2024 – Faller